# WTA-toernooi van Bogota
Het WTA-toernooi van Bogota is een jaarlijks terugkerend tennistoernooi voor vrouwen dat wordt georganiseerd in de Colombiaanse hoofdstad Bogotá. De officiële naam van het toernooi is Copa Colsanitas.
De WTA organiseert het toernooi dat in de categorie WTA 250 valt en wordt gespeeld op gravel.

## Geschiedenis
Het toernooi ging in 1993 van start onder auspiciën van de ITF. Na vijf jaargangen georganiseerd als ITF-toernooi, promoveerde het tot WTA-toernooi in 1998, als eerste WTA-toernooi in de geschiedenis dat in Zuid-Amerika werd gehouden. In eerste instantie (tot en met 2000) viel het in de categorie "Tier IV / IVa", daarna "Tier III". Bij de wereldwijde herziening in 2009 werd het toernooi ingedeeld in de categorie "International". Bij de integrale hernoeming in 2021 werd de categorie-aanduiding WTA 250.
De enkelspeltitel is viermaal gewonnen door de Colombiaanse Fabiola Zuluaga (1999 en 2002–2004).

## Officiële toernooinamen
Het toernooi heeft meerdere namen gekend, afhankelijk van de hoofdsponsor:
- 1998–2003: Copa Colsanitas
- 2004–2006: Copa Colsanitas Seguros Bolívar
- 2007: Copa Colsanitas
- 2008: Copa Colsanitas Santander
- 2009: Copa Sony Ericsson Colsanitas
- 2010–2012: Copa BBVA Colsanitas
- 2013: Copa Claro Colsanitas
- 2014–2019: Claro Open Colsanitas
- 2021–heden: Copa Colsanitas

## Meervoudig winnaressen enkelspel
| speelster                   | aantal titels | in de jaren      |
| --------------------------- | ------------- | ---------------- |
| Fabiola Zuluaga             | 4             | 1999, 2002–2004  |
| María Camila Osorio Serrano | 3             | 2021, 2024, 2025 |
| Paola Suárez                | 2             | 1998, 2001       |
| Lourdes Domínguez Lino      | 2             | 2006, 2011       |
| Tatjana Maria               | 2             | 2022, 2023       |

## Enkel- en dubbelspeltitel in één jaar
| speelster                   | in het jaar |
| --------------------------- | ----------- |
| Paola Suárez                | 1998        |
| María José Martínez Sánchez | 2009        |
| Caroline Garcia             | 2014        |

## Finales

### Enkelspel
| Datum      | Naam                                       | Cat.                                       | ($)                                        | Ondergrond                                 | Winnares                                   | Verliezend finaliste                       | Uitslag                                    |                                            |
| ---------- | ------------------------------------------ | ------------------------------------------ | ------------------------------------------ | ------------------------------------------ | ------------------------------------------ | ------------------------------------------ | ------------------------------------------ | ------------------------------------------ |
| 1998-02-16 | Copa Colsanitas                            | Tier IV                                    | 107.500                                    | gravel, buiten                             | Paola Suárez                               | Sonya Jeyaseelan                           | 6-3, 6-4                                   | details                                    |
| 1999-02-15 | Copa Colsanitas                            | Tier IVa                                   | 142.500                                    | gravel, buiten                             | Fabiola Zuluaga                            | Christína Papadáki                         | 6-1, 6-3                                   | details                                    |
| 2000-02-07 | Copa Colsanitas                            | Tier IVa                                   | 140.000                                    | gravel, buiten                             | Patricia Wartusch                          | Tathiana Garbin                            | 4-6, 6-1, 6-4                              | details                                    |
| 2001-02-19 | Copa Colsanitas                            | Tier III                                   | 170.000                                    | gravel, buiten                             | Paola Suárez                               | Rita Kuti Kis                              | 6-2, 6-4                                   | details                                    |
| 2002-02-18 | Copa Colsanitas                            | Tier III                                   | 170.000                                    | gravel, buiten                             | Fabiola Zuluaga                            | Katarina Srebotnik                         | 6-1, 6-4                                   | details                                    |
| 2003-02-17 | Copa Colsanitas                            | Tier III                                   | 170.000                                    | gravel, buiten                             | Fabiola Zuluaga                            | Anabel Medina                              | 6-3, 6-2                                   | details                                    |
| 2004-02-23 | Copa Colsan. Seguros Bolívar               | Tier III                                   | 170.000                                    | gravel, buiten                             | Fabiola Zuluaga                            | María Sánchez                              | 3-6, 6-4, 6-2                              | details                                    |
| 2005-02-14 | Copa Colsan. Seguros Bolívar               | Tier III                                   | 170.000                                    | gravel, buiten                             | Flavia Pennetta                            | Lourdes Domínguez                          | 7-6, 6-4                                   | details                                    |
| 2006-02-20 | Copa Colsan. Seguros Bolívar               | Tier III                                   | 175.000                                    | gravel, buiten                             | Lourdes Domínguez                          | Flavia Pennetta                            | 7-6, 6-4                                   | details                                    |
| 2007-02-19 | Copa Colsanitas                            | Tier III                                   | 175.000                                    | gravel, buiten                             | Roberta Vinci                              | Tathiana Garbin                            | 6-7, 6-4, 0-3 opg.                         | details                                    |
| 2008-02-18 | Copa Colsanitas Santander                  | Tier III                                   | 185.000                                    | gravel, buiten                             | Nuria Llagostera                           | María Emilia Salerni                       | 6-0, 6-4                                   | details                                    |
| 2009-02-16 | Copa Sony Ericsson Colsanitas              | International                              | 220.000                                    | gravel, buiten                             | María José Martínez                        | Gisela Dulko                               | 6-3, 6-2                                   | details                                    |
| 2010-02-15 | Copa BBVA Colsanitas                       | International                              | 220.000                                    | gravel, buiten                             | Mariana Duque Mariño                       | Angelique Kerber                           | 6-4, 6-3                                   | details                                    |
| 2011-02-14 | Copa BBVA Colsanitas                       | International                              | 220.000                                    | gravel, buiten                             | Lourdes Domínguez                          | Mathilde Johansson                         | 2-6, 6-3, 6-2                              | details                                    |
| 2012-02-13 | Copa BBVA Colsanitas                       | International                              | 220.000                                    | gravel, buiten                             | Lara Arruabarrena                          | Aleksandra Panova                          | 6-2, 7-5                                   | details                                    |
| 2013-02-18 | Copa Claro Colsanitas                      | International                              | 235.000                                    | gravel, buiten                             | Jelena Janković                            | Paula Ormaechea                            | 6-1, 6-2                                   | details                                    |
| 2014-04-07 | Claro Open Colsanitas                      | International                              | 250.000                                    | gravel, buiten                             | Caroline Garcia                            | Jelena Janković                            | 6-3, 6-4                                   | details                                    |
| 2015-04-13 | Claro Open Colsanitas                      | International                              | 250.000                                    | gravel, buiten                             | Teliana Pereira                            | Jaroslava Sjvedova                         | 7-6, 6-1                                   | details                                    |
| 2016-04-11 | Claro Open Colsanitas                      | International                              | 250.000                                    | gravel, buiten                             | Irina Falconi                              | Sílvia Soler Espinosa                      | 6-2, 2-6, 6-4                              | details                                    |
| 2017-04-10 | Claro Open Colsanitas                      | International                              | 250.000                                    | gravel, buiten                             | Francesca Schiavone                        | Lara Arruabarrena                          | 6-4, 7-5                                   | details                                    |
| 2018-04-09 | Claro Open Colsanitas                      | International                              | 250.000                                    | gravel, buiten                             | Anna Schmiedlová                           | Lara Arruabarrena                          | 6-2, 6-4                                   | details                                    |
| 2019-04-08 | Claro Open Colsanitas                      | International                              | 250.000                                    | gravel, buiten                             | Amanda Anisimova                           | Astra Sharma                               | 4-6, 6-4, 6-1                              | details                                    |
| 2020       | toernooi geannuleerd wegens coronapandemie | toernooi geannuleerd wegens coronapandemie | toernooi geannuleerd wegens coronapandemie | toernooi geannuleerd wegens coronapandemie | toernooi geannuleerd wegens coronapandemie | toernooi geannuleerd wegens coronapandemie | toernooi geannuleerd wegens coronapandemie | toernooi geannuleerd wegens coronapandemie |
| 2021-04-05 | Copa Colsanitas                            | WTA 250                                    | 235.238                                    | gravel, buiten                             | Camila Osorio                              | Tamara Zidanšek                            | 5-7, 6-3, 6-4                              | details                                    |
| 2022-04-04 | Copa Colsanitas                            | WTA 250                                    | 239.477                                    | gravel, buiten                             | Tatjana Maria                              | Laura Pigossi                              | 6-3, 4-6, 6-2                              | details                                    |
| 2023-04-03 | Copa Colsanitas                            | WTA 250                                    | 259.303                                    | gravel, buiten                             | Tatjana Maria                              | Peyton Stearns                             | 6-3, 2-6, 6-4                              | details                                    |
| 2024-04-01 | Copa Colsanitas                            | WTA 250                                    | 267.082                                    | gravel, buiten                             | Camila Osorio                              | Marie Bouzková                             | 6-3, 7-6                                   | details                                    |
| 2025-03-31 | Copa Colsanitas                            | WTA 250                                    | 275.094                                    | gravel, buiten                             | Camila Osorio                              | Katarzyna Kawa                             | 6-3, 6-3                                   | details                                    |

### Dubbelspel
| Datum      | Naam                                       | Cat.                                       | ($)                                        | Ondergrond                                 | Winnaressen                                  | Verliezend finalistes                      | Uitslag                                    |                                            |
| ---------- | ------------------------------------------ | ------------------------------------------ | ------------------------------------------ | ------------------------------------------ | -------------------------------------------- | ------------------------------------------ | ------------------------------------------ | ------------------------------------------ |
| 1998-02-16 | Copa Colsanitas                            | Tier IV                                    | 107.500                                    | gravel, buiten                             | Janette Husárová Paola Suárez                | Melissa Mazzotta Jekaterina Sysojeva       | 3-6, 6-2, 6-3                              | details                                    |
| 1999-02-15 | Copa Colsanitas                            | Tier IVa                                   | 142.500                                    | gravel, buiten                             | Seda Noorlander Christína Papadáki           | Laura Montalvo Paola Suárez                | 6-4, 7-6                                   | details                                    |
| 2000-02-07 | Copa Colsanitas                            | Tier IVa                                   | 140.000                                    | gravel, buiten                             | Laura Montalvo Paola Suárez                  | Rita Kuti Kis Petra Mandula                | 6-4, 6-2                                   | details                                    |
| 2001-02-19 | Copa Colsanitas                            | Tier III                                   | 170.000                                    | gravel, buiten                             | Tathiana Garbin Janette Husárová             | Laura Montalvo Paola Suárez                | 6-4, 2-6, 6-4                              | details                                    |
| 2002-02-18 | Copa Colsanitas                            | Tier III                                   | 170.000                                    | gravel, buiten                             | Virginia Ruano Pascual Paola Suárez          | Tina Križan Katarina Srebotnik             | 6-2, 6-1                                   | details                                    |
| 2003-02-17 | Copa Colsanitas                            | Tier III                                   | 170.000                                    | gravel, buiten                             | Katarina Srebotnik Åsa Svensson              | Tina Križan Tetjana Perebyjnis             | 6-2, 6-1                                   | details                                    |
| 2004-02-23 | Copa Colsanitas Seguros Bolívar            | Tier III                                   | 170.000                                    | gravel, buiten                             | Barbara Schwartz Jasmin Wöhr                 | A Medina Garrigues A Parra Santonja        | 6-1, 6-3                                   | details                                    |
| 2005-02-14 | Copa Colsanitas Seguros Bolívar            | Tier III                                   | 170.000                                    | gravel, buiten                             | Emmanuelle Gagliardi Tina Pisnik             | Ľubomíra Kurhajcová Barbora Strýcová       | 6-4, 6-3                                   | details                                    |
| 2006-02-20 | Copa Colsanitas Seguros Bolívar            | Tier III                                   | 175.000                                    | gravel, buiten                             | Gisela Dulko Flavia Pennetta                 | Ágnes Szávay Jasmin Wöhr                   | 7-6, 6-1                                   | details                                    |
| 2007-02-19 | Copa Colsanitas                            | Tier III                                   | 175.000                                    | gravel, buiten                             | Lourdes Domínguez Paola Suárez               | Flavia Pennetta Roberta Vinci              | 1-6, 6-3, [11-9]                           | details                                    |
| 2008-02-18 | Copa Colsanitas Santander                  | Tier III                                   | 185.000                                    | gravel, buiten                             | Iveta Benešová Bethanie Mattek               | Jelena Kostanić Martina Müller             | 6-3, 6-3                                   | details                                    |
| 2009-02-16 | Copa Sony Ericsson Colsanitas              | International                              | 220.000                                    | gravel, buiten                             | María José Martínez Nuria Llagostera Vives   | Gisela Dulko Flavia Pennetta               | 7-5, 3-6, [10-7]                           | details                                    |
| 2010-02-15 | Copa BBVA Colsanitas                       | International                              | 220.000                                    | gravel, buiten                             | Gisela Dulko Edina Gallovits                 | Olha Savtsjoek Anastasija Jakimava         | 6-2, 7-6                                   | details                                    |
| 2011-02-14 | Copa BBVA Colsanitas                       | International                              | 220.000                                    | gravel, buiten                             | Edina Gallovits-Hall Anabel Medina Garrigues | Sharon Fichman Laura Pous Tió              | 2-6, 7-6, [11-9]                           | details                                    |
| 2012-02-13 | Copa BBVA Colsanitas                       | International                              | 220.000                                    | gravel, buiten                             | Eva Birnerová Aleksandra Panova              | Mandy Minella Stefanie Vögele              | 6-2, 6-2                                   | details                                    |
| 2013-02-18 | Copa Claro Colsanitas                      | International                              | 235.000                                    | gravel, buiten                             | Tímea Babos Mandy Minella                    | Eva Birnerová Aleksandra Panova            | 6-4, 6-3                                   | details                                    |
| 2014-04-07 | Claro Open Colsanitas                      | International                              | 250.000                                    | gravel, buiten                             | Lara Arruabarrena Caroline Garcia            | Vania King Chanelle Scheepers              | 7-6, 6-4                                   | details                                    |
| 2015-04-13 | Claro Open Colsanitas                      | International                              | 250.000                                    | gravel, buiten                             | Paula Cristina Gonçalves Beatriz Haddad Maia | Irina Falconi Shelby Rogers                | 6-3, 3-6, [10-6]                           | details                                    |
| 2016-04-11 | Claro Open Colsanitas                      | International                              | 250.000                                    | gravel, buiten                             | Lara Arruabarrena Tatjana Maria              | Gabriela Cé Andrea Gámiz                   | 6-2, 4-6, [10-8]                           | details                                    |
| 2017-04-10 | Claro Open Colsanitas                      | International                              | 250.000                                    | gravel, buiten                             | Beatriz Haddad Maia Nadia Podoroska          | Verónica Cepede Royg Magda Linette         | 6-3, 7-6                                   | details                                    |
| 2018-04-09 | Claro Open Colsanitas                      | International                              | 250.000                                    | gravel, buiten                             | Dalila Jakupović Irina Chromatsjova          | Mariana Duque Mariño Nadia Podoroska       | 6-3, 6-4                                   | details                                    |
| 2019-04-08 | Claro Open Colsanitas                      | International                              | 250.000                                    | gravel, buiten                             | Zoe Hives Astra Sharma                       | Hayley Carter Ena Shibahara                | 6-1, 6-2                                   | details                                    |
| 2020       | toernooi geannuleerd wegens coronapandemie | toernooi geannuleerd wegens coronapandemie | toernooi geannuleerd wegens coronapandemie | toernooi geannuleerd wegens coronapandemie | toernooi geannuleerd wegens coronapandemie   | toernooi geannuleerd wegens coronapandemie | toernooi geannuleerd wegens coronapandemie | toernooi geannuleerd wegens coronapandemie |
| 2021-04-05 | Copa Colsanitas                            | WTA 250                                    | 235.238                                    | gravel, buiten                             | Elixane Lechemia Ingrid Neel                 | Mihaela Buzărnescu Anna-Lena Friedsam      | 6-3, 6-4                                   | details                                    |
| 2022-04-04 | Copa Colsanitas                            | WTA 250                                    | 239.477                                    | gravel, buiten                             | Astra Sharma Aldila Sutjiadi                 | Emina Bektas Tara Moore                    | 4-6, 6-4, [11-9]                           | details                                    |
| 2023-04-03 | Copa Colsanitas                            | WTA 250                                    | 259.303                                    | gravel, buiten                             | Irina Chromatsjova Iryna Sjymanovitsj        | Oksana Kalasjnikova Katarzyna Piter        | 6-1, 3-6, [10-6]                           | details                                    |
| 2024-04-01 | Copa Colsanitas                            | WTA 250                                    | 267.082                                    | gravel, buiten                             | Cristina Bucșa Kamilla Rachimova             | Anna Bondár Irina Chromatsjova             | 7-6, 3-6, [10-8]                           | details                                    |
| 2025-03-31 | Copa Colsanitas                            | WTA 250                                    | 275.094                                    | gravel, buiten                             | Cristina Bucșa Sara Sorribes Tormo           | Irina Maria Bara Laura Pigossi             | 5-7, 6-2, [10-5]                           | details                                    |